# پل بوسیه
پل بوسیه (انگلیسی: Paul Boissier; ۲۵ ژانویهٔ ۱۸۸۱ – ۲ اکتبر ۱۹۵۳) بازیکن کریکت، و بازیکن فوتبال اهل بریتانیا بود.